# Arrondissement de Steinburg
Pour les articles homonymes, voir Steinburg.
L’arrondissement de Steinburg (Kreis Steinburg en allemand) est un arrondissement  (Kreis ou Landkreis en allemand) du Land de Schleswig-Holstein, en Allemagne. Son chef-lieu est Itzehoe.

## Villes et cantons
(Nombre d'habitants le 31 décembre 2010)

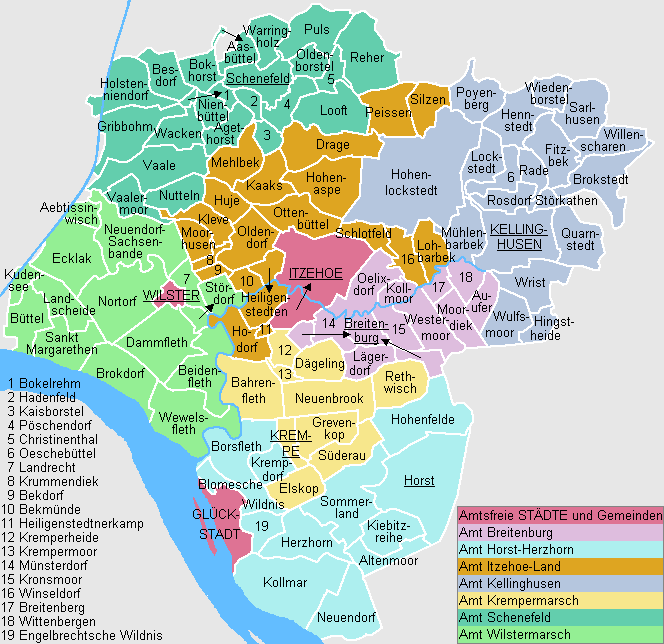
Communes de l’arrondissement

Villes et communes non liées à un canton :
- Glückstadt, ville (11 498)
- Itzehoe, ville (32 368)
- Wilster, ville (4 487)

Cantons avec leurs communes liées : (* = siège administratif)
| - 1. Amt Breitenburg (8 601) 1. Auufer (143) 2. Breitenberg (370) 3. Breitenburg * (1 020) 4. Kollmoor (32) 5. Kronsmoor (182) 6. Lägerdorf (2 544) 7. Moordiek (109) 8. Münsterdorf (1 958) 9. Oelixdorf (1 669) 10. Westermoor (393) 11. Wittenbergen (181) - 2. Amt Horst-Herzhorn (15 753) 1. Altenmoor (266) 2. Blomesche Wildnis (698) 3. Borsfleth (803) 4. Engelbrechtsche Wildnis (925) 5. Herzhorn (1 051) 6. Hohenfelde (897) 7. Horst (Holstein) * (5 224) 8. Kiebitzreihe (2 189) 9. Kollmar (1 721) 10. Krempdorf (257) 11. Neuendorf b. Elmshorn (902) 12. Sommerland (820) - 3. Amt Itzehoe-Land (10 617) (Siège : Itzehoe) 1. Bekdorf (103) 2. Bekmünde (168) 3. Drage (255) 4. Heiligenstedten (1 635) 5. Heiligenstedtenerkamp (715) 6. Hodorf (215) 7. Hohenaspe (2 057) 8. Huje (257) 9. Kaaks (407) 10. Kleve (562) 11. Krummendiek (79) 12. Lohbarbek (731) 13. Mehlbek (456) 14. Moorhusen (84) 15. Oldendorf (1 154) 16. Ottenbüttel (747) 17. Peissen (286) 18. Schlotfeld (230) 19. Silzen (169) 20. Winseldorf (307) | - 4. Amt Kellinghusen (22 590) 1. Brokstedt (2 138) 2. Fitzbek (378) 3. Hennstedt (597) 4. Hingstheide (67) 5. Hohenlockstedt (6 012) 6. Kellinghusen*, ville (7 846) 7. Lockstedt (173) 8. Mühlenbarbek (327) 9. Oeschebüttel (188) 10. Poyenberg (410) 11. Quarnstedt (417) 12. Rade (94) 13. Rosdorf (367) 14. Sarlhusen (491) 15. Störkathen (102) 16. Wiedenborstel (9) 17. Willenscharen (158) 18. Wrist (2 429) 19. Wulfsmoor (387) - 5. Amt Krempermarsch (9 529) 1. Bahrenfleth (616) 2. Dägeling (1 030) 3. Elskop (162) 4. Grevenkop (347) 5. Krempe, ville * (2 348) 6. Kremperheide (2 485) 7. Krempermoor (536) 8. Neuenbrook (653) 9. Rethwisch (591) 10. Süderau (761) | - 6. Amt Schenefeld (10 486) 1. Aasbüttel (108) 2. Agethorst (200) 3. Besdorf (244) 4. Bokelrehm (144) 5. Bokhorst (135) 6. Christinenthal (51) 7. Gribbohm (476) 8. Hadenfeld (121) 9. Holstenniendorf (421) 10. Kaisborstel (73) 11. Looft (373) 12. Nienbüttel (146) 13. Nutteln (277) 14. Oldenborstel (117) 15. Pöschendorf (260) 16. Puls (601) 17. Reher (762) 18. Schenefeld * (2 415) 19. Vaale (1 242) 20. Vaalermoor (141) 21. Wacken (1 822) 22. Warringholz (294) - 7. Amt Wilstermarsch (6 968) (Siège : Wilster) 1. Aebtissinwisch (64) 2. Beidenfleth (883) 3. Brokdorf (999) 4. Büttel (39) 5. Dammfleth (296) 6. Ecklak (304) 7. Kudensee (141) 8. Landrecht (141) 9. Landscheide (228) 10. Neuendorf-Sachsenbande (472) 11. Nortorf (838) 12. Sankt Margarethen (936) 13. Stördorf (126) 14. Wewelsfleth (1 501) |

## Administrateurs de l'arrondissement
- 1868–1889: Ernst Christian von Harbou
- 1889–1891: Ferdinand Berg (de)
- 1891–1903: Franz Karl Konstantin Hermann Jungé
- 1903–1904: Konrad von Rittberg
- 1904–1923: Reinhard Pahlke (de)
- 1923–1932: Konrad Göppert (de)
- 1932–1936: Wilhelm Ide (de)
- 1936–1945: Friedrich Karl von Lamprecht
- 1945–1946: Adolf Rohde (de)
- 1946–1946: Carl Stein (de)
- 1946–1947: Wilhelm Käber (de), (SPD)
- 1947–1948: Willi Steinhörster (de), (SPD)
- 1948–1950: Adolf Rohde
- 1950–1954: Georg Pahlke
- 1955–1972: Peter Matthiessen (de) (CDU)
- 1972–1982: Helmut Brümmer
- 1982–2009: Burghard Rocke, (CDU)
- 2009–2010: Heinz Seppmann, (CDU)
- 2010–2012: Jens Kullik, (sans étiquette)[2]
- 2012–2013: Heinz Seppmann (CDU)
- 2013–2021: Torsten Wendt (sans étiquette)[3]
- 2021: Heinz Seppmann